# Zelarino
Zelarino is een plaats (frazione) in de Italiaanse gemeente Venezia.